# 瓦特希普高原

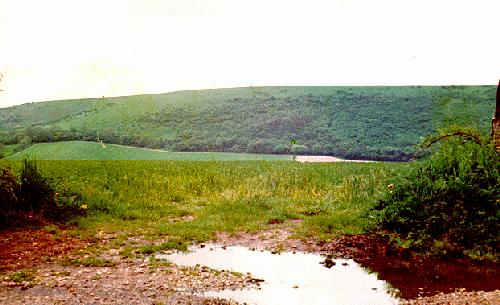
英國漢普郡北區的沃特希普荒原，摄于1975年。

《沃特希普荒原》（原題：Watership Down，台湾译名：瓦特希普高原）是以一群野兔為主角的英雄式奇幻小說，由已故英国作家理查德·亞當斯所作。故事描写了以主角榛子为首的一群野兔們逃離即將被人类毀滅的兔場，追尋新的家園，而在一路上遭遇劫難的故事。這部小說標題取自主角野兔們建立新兔場的地點，英國漢普郡北區的沃特希普荒原，作者兒時也居住在該處的鄰近地區。
本书的内容主要是由作者在鄉下旅行的途中講給自己小孩聽的故事集結而成，2005年亚当斯为本作的新版书写作了新的序言。尽管许多出版社将本书作为动物寓言看待，但作者在序言中明确表示本作并不是寓言性质的文学作品。
這部作品是亞當斯的小說處女作，也是他最知名的一部作品，获得过包括卡内基奖和卫报文学奖在内的不少獎譽，是最为畅销的英文文学著作之一。1976年至今本书被陆续翻译成众多语言版本，在世界范围内从未停版，還曾被改編為同名动画電影與電視劇集。

## 故事梗概
本书一共由四部共50章和后记一章构成。下述的梗概使用的人物译名以人民文学出版社版为准。

### 第一部“旅程”
这一部分讲述榛子一行在小多子的劝说下离开原本的兔场去寻找新址建立兔场的旅程。一路上榛子带领着同伴们克服了野外的艰困、天敌的威胁、诡计和人类的陷阱，逐渐取得了同伴的信任。

### 第二部“沃特希普荒原”
这一部分讲述了一行定居后发现同行者里没有母兔，为了兔场的未来，榛子夜袭农场打算带农场中的笼兔加入，却为了掩护同伴的撤离而遭到枪击。不肯放弃的小多子将榛子救回。在此期间兔子们还救助了一只受伤的海鸥凯哈尔。

### 第三部“艾弗拉法”
这一部分讲述了榛子一行发现了一个由独裁者治伤草将军进行恐怖统治的，没有个体自由的兔场艾弗拉法，并设计将其中不满的母兔救出加入自己一方，因而发生了一场惊心动魄的追击战。榛子一行靠人类的船只从水路逃脱。

### 第四部“榛子拉”
这一部分讲述了跟踪到沃特希普荒原的治伤草将军和他的军队向榛子一行发起全面战争。在敌我力量悬殊的情况下，榛子和同伴从农场引来恶犬，击败了治伤草的军队，拯救了兔场。治伤草在战斗中失踪后，两个兔场达成了和解，并在互利共赢的合作下繁盛起来。

### 后记
在故事的最后，年事已高的榛子在日益繁荣的兔场边上安然逝去。

## 出版经过
本书的手稿在出版前并不被英国的出版商认可，理由是“大孩子不会喜欢，因为他们会觉得兔子当主角的故事很幼稚；小孩子也不会喜欢，因为这本书的写作风格太成人化。”在向7家英国本土出版社投稿均被拒绝后，本书终于被雷克斯·柯林斯（Rex Collings）接受，并被题名为《Watership Down》。在他的小出版社里本书被印刷了2500册。
在柯林斯的巧妙运作下沃特希普荒原的第一版很快便被销售一空，也让美国麦克米兰出版社注意到了本书的存在。1972年冬天麦克米兰在大西洋的彼岸将本书出版成纸张更大的版本，反过来又引起了英国本土大牌出版商企鹅出版集团的兴趣。1974年，在大西洋两岸走完一个来回后，本书在英国再次出版并成为畅销书。
1976年本书被出版成带配图的精装版。从那时候起本书被不断翻译成各种语言的版本，并再也没有停版过。

## 中文版本
本书曾在中国大陆因不同时期被多个译者和多家出版社翻译出版成中文版，故存在多个中文译名。1990年由安徽少年儿童出版社引进，由刘辰诞和尚书磊合译，标题被译作《兔群迁移大战》，正文基本采用归化翻译法。。2005年时由人民文学出版社再次引进，由蔡文翻译，書名译作《沃特希普荒原》，正文基本采用异化翻译法。。台灣的早期版本書名则譯为《瓦特希普高原》，再版時則被改為《魔幻的瓦特希普高原》。

## 写实性
尽管故事裡的動物角色都被擬人化，擁有自己的社会、語言、諺語、詩、神話等，但关于动物行为的描述则较为写实，作者做了大量的研究力求避免让笔下的动物做出现实世界里绝不会出现的举动。作者在序言中提及他使用了动物学家罗纳尔多·洛克利所著的《兔子的私生活》（The Private Life of the Rabbit）（1964年）作为他的主要参考资料来源之一。亚当斯与洛克利是好友，后者从专业学者的角度为本书的写作提出了许多意见，参与制定了榛子袭击农场的路线。
在本作品中出现的所有地名皆实际存在。

## 获奖经历
- 卡内基奖章（1972年）[6]
- 卫报儿童文学奖（1973年）[7]
- 加州青少年读物奖（1977年）[8]
- BBC电视大閱讀调查英国最佳读物读者票选第42位（2003年）[9]

## 续集
之後在1996年，亞當斯出版了《沃特希普荒原的传说》（原题：Tales from Watership Down），是原著相關的19個短篇選集，属于外传性质。其中的大部分由兔子神话中的兔王子作为主角。

## 衍生作品

### 动画化
本書曾於1978年拍成同名動畫長片，台灣上映當時的譯名為《猛兔雄兵》。
在1999至2001年间本作品被大幅改编制作成电视动画连续剧，分三季播放。两部动画版对于故事和角色均有增删甚至完全重写的部分。
2018年尾Netflix与BBC又推出一个联合拍摄的四小时动画系列剧版本，中国大陆译《兔子共和国》。与原著相比，该版本的最大改变是加入了雌兔并有所行动，而不是原著中被动的状态。剧集在圣诞节时在BBC One播出2集，之后在Netflix全球上线。

## 对其他作品的影响
机动战士Z高达的外传《在泰坦斯的旗下》中登场的原创机械的爱称全部来自于本作（包括电影和电视版独有角色）的人物的名字，徽章也是由兔子的卡通形象构成。

## 外部連結
- Watership Down at the Internet Book List
- 書目數據庫上的《Watership Down》的歷史
- 列在網路推理小說資料庫中的《Watership Down》
- "Life and Society on Watership Down" （页面存档备份，存于） editorial by Rich Policz
- Review of Watership Down （页面存档备份，存于） by John D. Rateliff
- Review of Watership Down （页面存档备份，存于） by Jo Walton
- Analysis of Watership Down on Lit React （页面存档备份，存于）